# Salisbury (Vermont)
Pour les articles homonymes, voir Salisbury.
Salisbury est une ville américaine située dans le Comté d'Addison, dans le Vermont. Selon le recensement de 2020, sa population est de 1 221 habitants.